# 维拉马伊纳
维拉马伊纳（義大利語：Villamaina），是意大利阿韦利诺省的一个市镇。总面积9平方公里，人口951人，人口密度105.7人/平方公里（2009年）。ISTAT代码为064117。